# Källan (roman)
Källan är en roman från 1961 av den svenske författaren Walter Ljungquist. Den handlar om tre barn i Mellansverige som letar efter en magisk källa, som de har hört ska finnas vid Trefotaberget i Långmyraskogen.

## Mottagande
Erik Löfvendahl skrev 2003 i Svenska Dagbladet: "I denna rika bok – jag undrar om Walter Ljungquist någonsin skrev med större klarhet än i Källan – har författaren, som i många andra av sina verk, gjort naturen till en av huvudpersonerna ('förandligat den', skulle de mena som såg honom som en antroposofisk diktare). Jag vet ingen som har tolkat den mellansvenska naturens mångfald lika övertygande – eller människans inre natur, hennes gåta eller gåtfullhet."

## Eftermäle
Sångerskan Anna von Hausswolff använde Ljungquists roman som en viktig inspirationskälla till sitt album The miraculous från 2015.